# Frank Schorpion
Frank Schorpion, né à Winnipeg, est un acteur québécois d'origine manitobaine.

## Biographie
Frank Schorpion est né à Winnipeg dans la province canadienne du Manitoba.
Depuis plus de 30 ans, Il est le conjoint de Brigitte Paquette et le beau-père de sa fille, l'actrice Charlotte Le Bon,,.

## Filmographie

### Cinéma
- 1991 : With Friends Like These... (vidéo) : Truck Driver
- 1991 : Shadows of the Past : Resident Doctor
- 1992 : I Won't Dance
- 1993 : The Boys of St. Vincent: 15 Years Later : Defence Lawyer
- 1994 : Le Petit ange (en) (Relative Fear) de George Mihalka : Dr. Shane
- 1995 : Voices : George Hesletine
- 1996 : La Fabrication d'un meurtrier d'Isabelle Poissant : Vlasta
- 1997 : Habitat : Lieutenant
- 1998 : Home Team : Vince
- 1998 : Pendant ce temps... : L'homme à la bombe
- 1998 : Les Dessous du crime (Dead End) : Dennis
- 1998 : Sauvetage à Wildcat Canyon (Escape from Wildcat Canyon) : Warren King
- 1998 : Random Encounter : Det. Ed Royko
- 2000 : No Alibi : Harry Clayton
- 2000 : L'Art de la guerre (The Art of War) : TWN News Anchorman
- 2000 : Wilder : Harry Perl
- 2001 : Killing Time : Connie's partner
- 2001 : Dead Awake : McCoy Wright
- 2004 : Monica la mitraille : Michael
- 2004 : Le Jour d'après (The Day After Tomorrow) : DC Fireman
- 2005 : Sigma : Dr. Blithe
- 2006 : Le Secret de ma mère
- 2006 : Men on a Lake : The man
- 2006 : Young Triffie's Been Made Away With : Major Whalberg
- 2007 : Surviving My Mother : Johnny Palumbo
- 2008 : The Valley : Craig
- 2010 : Die, le châtiment (Die) : Chef Wesley
- 2015 : Ego Trip : ambassadeur du Canada
- 2016 : 10 secondes de liberté (Race) de Stephen Hopkins : le portier
- 2016 : Premier Contact (Arrival) de Denis Villeneuve : Dr Kettler
- 2018 : Le projet Hummingbird (The Hummingbird Project) de Kim Nguyen : Bryan Taylor
- 2019 : Cimetière Vivant (Pet Sematary) : Irwin Goldman, le père de Rachel Creed
- 2020 : Suspect numéro un (Target Number One) de Daniel Roby : Jim Raiven
- 2020 : Pieces of a Woman de Kornél Mundruczo : Lane
- 2021 : Le Loup et le Lion de Gilles de Maistre : le pilote
- 2022 : Moonfall de Roland Emmerich : le général Jenkins
- 2022 : Norbourg de Maxime Giroux : Marcel Caveri

### Télévision

#### Séries télévisées
- 1992 : Urban Angel (saison 2, épisode 7) : Degan
- 1993 : Au nom du père et du fils (12 épisodes) : Sam Fitzpatrick
- 1994 : Le Sorcier (7 épisodes) : Sam Fitzpatrick
- 1994 : Jamais deux sans toi (saison 1 épisode 1) : State trooper Robin Day
- 1995 : Fais-moi peur ! (saison 5, épisode 5) : père de Scott
- 1996-1997 : Omertà (8 épisodes) : Terry O'Neill
- 1997 : Diva : Sean O'Keene
- 1997 : Ces enfants d'ailleurs : Nathaliel Warszawski
- 1999 : Deux Frères (7 épisodes) : Bernard Coulombe
- 1999 : Les prédateurs (saison 2, épisode 4) : Richard
- 2001 : Largo Winch (saison 1, épisode 6) : Michael Greenaway
- 2002 : Extase (saison 1, épisode 7) : Bob / mari d'Alice
- 2002 : Le Dernier chapitre : La Suite : Zip O'Connors
- 2003 : Harmonium : Bob Morten
- 2003 : Les Aventures tumultueuses de Jack Carter : Tony Bertolli
- 2004 : Fortier (3 épisodes) : Agent Cushing
- 2005-2006 : Les leçons de Josh
- 2006 : La chambre no 13 (mini-série) : Brad
- 2006 : René : Eric Kierans
- 2007 : Durham County (5 épisodes) : Superintendent Palmer
- 2007 : Dead Zone (saison 6, épisode 6) : Malone
- 2007 : À la conquête de Mars (mini-série) : Mikhail Cerenkov
- 2008 : René Lévesque - Le destin d'un chef : Eric Kierans
- 2011 : Toute la vérité (saison 2, épisode 3) : Chef d'orchestre Rodier
- 2012 : Les Boys (saison 5, épisodes 11 & 12) : Maître Green
- 2012-2013 : Claddagh (4 épisodes) : Father Nick
- 2013 : Trauma (4 épisodes) : Maître Goldsmith
- 2014 : Mensonges (saison 1, épisode 10) : Patrick O'Connor
- 2015 : Helix (saison 2, épisode 11) : Navy Admiral
- 2015 : The Fixer (mini-série)
- 2015 : The Art of More (saison 1, épisode 1) : M. Williams
- 2016 : Unité 9 (saison 5, épisode 7) : Pierre Policier
- 2017 : The Disappearance (mini-série, épisode 4) : Michael Smith
- 2017 : Bad Blood (6 épisodes) : Inspecteur Gilles Aucoin
- 2017 : District 31 (4 épisodes) : Lannie McDougall
- 2018 : Ruptures (saison 4, épisode 12) : Me Klein
- 2018-2019 : En tout cas (4 épisodes) : Paolo Ricci
- 2019 : Cerebrum (saison 1, épisodes 5 & 6) : Dr Arthur Kenton

#### Téléfilms
- 1991 : Mortelle amnésie (Shadows of the Past) de Gabriel Pelletier : Docteur Résident
- 1992 : The Boys of St. Vincent: 15 Years Later de John N. Smith : Defence Lawyer
- 1994 : Craque la vie ! de Jean Beaudin : Sam Phillips
- 1995 : Hirshima de Koreyoshi Kurahara et Roger Spottiswoode : Frederick Ashworth
- 1995 : Les démons du passé (Voices) de Malcolm Clarke : George Hesletine
- 1995 : Zoya : Les Chemins du destin (Zoya) de Richard A. Colla : David
- 1996 : Destin particulier (For Love Alone: The Ivana Trump Story) de Michael Lindsay-Hogg : Carlos
- 1996 : Pretty Poison de David Burton Morris : Benjamin
- 2001 : Confiance aveugle (Blind Terror) de Giles Walker : Alan
- 2003 : Liaisons scandaleuses (Wicked Minds) de Jason Hreno : Harry
- 2004 : Piège pour une mère (Deadly Encounter) de Richard Roy : Keith
- 2005 : Trafic d'innocence (Human Trafficking) de Christian Duguay : M. Gray, le père d'Annie
- 2006 : One Dead Indian de Tim Southam : Dale Linton
- 2007 : Mariage et Conséquences (Too Young to Marry) de Michel Poulette : Roger
- 2008 : Le bijou maudit (Summer House) de Jean-Claude Lord : Jebidiah Wickersham
- 2010 : Le Trésor secret de la montagne (Secrets of the Mountain) de Douglas Barr : Colin James
- 2010 : Piège en haute couture (Dead Lines) de Louis Bélanger : Cassadrian
- 2011 : Face à la tornade (Metal Tornado) de Gordon Yang : Greg
- 2011 : Le Prix du passé (Secrets from Her Past) de Gordon Yang : Dr Wes Slossberg
- 2012 : La fugitive (Fugitive at 17) de Jim Donovan : Captain Tony Ashler
- 2013 : Explosion solaire (Exploding Sun) de Michael Robison : President Mathany
- 2013 : Versace : La femme aux milles visages (House of Versace) de Sara Sugarman : Eduardo
- 2014 : Il faut sauver Noël (Northpole) de Douglas Barr : Mayor Harold Spencer
- 2015 : Dans l'engrenage de l'amour (Trigger Point) de Philippe Gagnon : Sean
- 2018 : Mommy's Little Angel de Curtis Crawford : Ralph Wimmers
- 2020 : Un trésor sous votre sapin (Swept Up by Christmas) de Philippe Gagnon : Steve
- 2020 : Le secret de ma voisine (Glass Houses) de Sarah Pellerin : Clark